# おおさかシネマフェスティバル

おおさかシネマフェスティバルは、日本の大阪府で行われる映画祭。「映画ファンのための映画まつり」とも呼ばれる。
1976年におおさか映画祭として初開催。2006年から、名称をおおさかシネマフェスティバルに変更。2009年から2014年までは大阪アジアン映画祭の一部門として行われていた。

## 概要
1976年、映画人や評論家など、業界関係者が選ぶ映画賞に対抗しようと、有志により「映画ファンのための映画まつり」としておおさか映画祭が初開催。映画祭はその後も安い会場を転々としながら開催を続けていたが、スタッフ不足や資金不足に悩み、2000年を最後に一旦中断。その後、2006年に大阪市の助成などを受け、当時の関係者が集まり「おおさかシネマフェスティバル」として復活。2008年度から大阪市などが主催する大阪アジアン映画祭の一部門に組み込まれた。
2015年からは大阪アジアン映画祭の運営から離れ、映画ファン有志による自主運営となっている。
大阪で前年公開された映画を対象とし、年間200本以上の映画を見た大阪の選考委員により選考された「ベストテン」と「個人賞」を発表。かつておおさか映画祭の時代には映画館で年間300本以上見る人が対象で、選考委員は映画研究会の学生などが中心であったが、シネマフェスティバルになってからは自宅でのDVD鑑賞を含めた年間200本と緩和され、会社員や主婦、リタイヤ組の参加が増えている。

## 開催
出展

### おおさかシネマフェスティバル前夜祭・プレイベント
- 2005年2月19日・20日 会場：天王寺公園映像館

### 第1回おおさかシネマフェスティバル
- 2006年2月3日 - 5日 会場：鶴見区民センター

### 第2回おおさかシネマフェスティバル
- 2007年3月16日 - 18日 会場：そごう劇場

### 第3回おおさかシネマフェスティバル
- 2008年2月29日 - 3月2日 会場：大阪歴史博物館

### 第4回おおさかシネマフェスティバル
- 2009年3月21日・22日 会場：大阪歴史博物館

### 第5回おおさかシネマフェスティバル
- 2010年3月6日・7日 会場：大阪歴史博物館

個人賞
新人女優賞：川上未映子

### おおさかシネマフェスティバル2011（第6回）
- 2011年3月5日・6日 会場：大阪歴史博物館

ベストテン
1. 悪人 / インビクタス/負けざる者たち
2. 告白 / 白いリボン
3. ゲゲゲの女房 / ハート・ロッカー
4. オカンの嫁入り / 瞳の奥の秘密
5. キャタピラー / 息もできない
6. 最後の忠臣蔵 / ブロンド少女は過激に美しく
7. 十三人の刺客 / プレシャス
8. 川の底からこんにちは / オーケストラ!
9. 孤高のメス / トイ・ストーリー3
10. 座頭市 THE LAST / 冷たい雨に撃て、約束の銃弾を

個人賞
監督賞：三池崇史（十三人の刺客） / ヤン・イクチュン（息もできない）
主演男優賞：堤真一（孤高のメス） / ジェフ・ブリッジス（クレイジー・ハート）
主演女優賞：吹石一恵（ゲゲゲの女房） / キャリー・マリガン（17歳の肖像）
助演男優賞：桐谷健太（オカンの嫁入り） / ジャッキー・チェン（ベスト・キッド）
助演女優賞：谷村美月（おにいちゃんのハナビ、十三人の刺客、ボックス!） / アンヌ＝マリー・ダフ（ノーウェアボーイ ひとりぼっちのあいつ）
新人男優賞：ジャルジャル（ヒーローショー）
新人女優賞：水原希子（ノルウェイの森）
脚本賞：呉美保（オカンの嫁入り）
撮影賞：辻智彦（キャタピラー）
音楽賞：川井郁子（トロッコ）
新人監督賞：石井裕也（川の底からこんにちは）
インディペンデント映画賞：真利子哲也（イエローキッド）
特別賞：高峰秀子 / 福本清三（座頭市 THE LAST、大奥、十三人の刺客、桜田門外ノ変、最後の忠臣蔵）

### おおさかシネマフェスティバル2012（第7回）
- 2012年3月4日 会場：大阪歴史博物館

ベストテン
1. 大鹿村騒動記 / 英国王のスピーチ
2. 八日目の蝉 / ゴーストライター
3. 一枚のハガキ / ブラック・スワン
4. 冷たい熱帯魚 / トゥルー・グリット
5. 奇跡 / ソーシャル・ネットワーク
6. デンデラ / 家族の庭
7. 小川の辺 / ヒア アフター
8. RAILWAYS 愛を伝えられない大人たちへ / アジョシ
9. 阪急電車 片道15分の奇跡 / 未来を生きる君たちへ
10. 海炭市叙景 / イリュージョニスト

個人賞
監督賞：阪本順治（大鹿村騒動記） / ロマン・ポランスキー（ゴーストライター）
主演男優賞：豊川悦司（一枚のハガキ） / コリン・ファース（英国王のスピーチ）
主演女優賞：浅丘ルリ子（デンデラ） / ナタリー・ポートマン（ブラック・スワン）
助演男優賞：片岡愛之助（小川の辺） / マット・デイモン（トゥルー・グリット）
助演女優賞：神楽坂恵（冷たい熱帯魚、恋の罪） / ヘイリー・スタインフェルド（トゥルー・グリット）
新人男優賞：まえだまえだ（奇跡）
新人女優賞：杉野希妃（歓待）
脚本賞：新藤兼人（一枚のハガキ）
撮影賞：北信康（一命）
音楽賞：安川午朗（八日目の蝉、大鹿村騒動記）
新人監督賞：三宅喜重（阪急電車）
特別賞：原田芳雄 / 森田芳光

### おおさかシネマフェスティバル2013（第8回）
- 2013年3月3日 会場：大阪歴史博物館

ベストテン
1. かぞくのくに / アーティスト
2. ふがいない僕は空を見た / アルゴ
3. 鍵泥棒のメソッド / レ・ミゼラブル
4. 夢売るふたり / ヘルプ 〜心がつなぐストーリー〜
5. 桐島、部活やめるってよ / ヒューゴの不思議な発明
6. 北のカナリアたち / 人生の特等席
7. 愛と誠 / ニーチェの馬
8. 苦役列車 / 別離
9. わが母の記 / 少年と自転車
10. 終の信託 / ダークナイト ライジング

個人賞
監督賞：ヤン・ヨンヒ（かぞくのくに） / タル・ベーラ（ニーチェの馬）
主演男優賞：井浦新（かぞくのくに） / クリント・イーストウッド（人生の特等席）
主演女優賞：高橋惠子（カミハテ商店） / ミシェル・ヨー（The Lady アウンサンスーチー ひき裂かれた愛）
助演男優賞：青木崇高（黄金を抱いて翔べ、るろうに剣心） / アーミー・ハマー（J・エドガー）
助演女優賞：松原智恵子（「わたし」の人生 我が命のタンゴ、私の叔父さん） / エイミー・アダムス（人生の特等席）
新人男優賞：五十嵐信次郎（ロボジー）
新人女優賞：宮嶋麻衣（とめ子の明日なき暴走）
脚本賞：西川美和（夢売るふたり）
撮影賞：木村大作（北のカナリアたち）
音楽賞：谷川賢作（カミハテ商店）
新人監督賞：山本起也（カミハテ商店）
特別賞：若松孝二

### おおさかシネマフェスティバル2014（第9回）
- 2014年3月2日 会場：大阪歴史博物館

### おおさかシネマフェスティバル2015（第10回）
- 2015年3月1日 会場：ホテルエルセラーン大阪

### おおさかシネマフェスティバル2016（第11回）
- 2016年3月6日 会場：ホテルエルセラーン大阪

### おおさかシネマフェスティバル2017（第12回）
- 2017年3月5日 会場：ホテルエルセラーン大阪

### おおさかシネマフェスティバル2018（第13回）
- 2018年3月4日 会場：ホテルエルセラーン大阪

### おおさかシネマフェスティバル2019（第14回）
- 2019年3月3日 会場：ホテルエルセラーン大阪

### おおさかシネマフェスティバル2020（第15回）
- 2020年3月8日 開催中止（新型コロナウイルスの影響により）

ベストテン
1. 宮本から君へ / ジョーカー
2. 新聞記者 / グリーンブック
3. 半世界 / ワンス・アポン・ア・タイム・イン・ハリウッド
4. ひとよ / 存在のない子供たち
5. 蜜蜂と遠雷 / 女王陛下のお気に入り
6. 凪待ち / イエスタデイ
7. 長いお別れ / アイリッシュマン
8. 愛がなんだ / 運び屋
9. 火口のふたり / 象は静かに座っている
10. 町田くんの世界、わたしは光をにぎっている / COLD WAR あの歌、2つの心

個人賞
監督賞：阪本順治（半世界） / トッド・フィリップス (ジョーカー)
主演男優賞：池松壮亮（宮本から君へ） / ホアキン・フェニックス (ジョーカー)
主演女優賞：松本穂香（わたしは光をにぎっている） / ヨアンナ・クーリク (COLD WAR あの歌、2つの心)
助演男優賞：成田凌（愛がなんだ） / マハーシャラ・アリ (グリーンブック）
助演女優賞：前田敦子（町田くんの世界） / エマ・ストーン (女王陛下のお気に入り)
新人男優賞：細田佳央太（町田くんの世界）
新人女優賞：恒松祐里（凪待ち）
作品賞：宮本から君へ / ジョーカー
脚本賞：髙橋泉（ひとよ）
撮影賞：今村圭佑（ホットギミック ガールミーツボーイ）
音楽賞：下田逸郎（火口のふたり）
新人監督賞：ふくだももこ（おいしい家族）、中川龍太郎（わたしは光をにぎっている）
ワイルドパンチ賞：みぽりん
特別賞：京マチ子、八千草薫

### おおさかシネマフェスティバル2021
トップテン
1. 罪の声 / パラサイト 半地下の家族
2. スパイの妻 劇場版 / 異端の鳥
3. 海辺の映画館―キネマの玉手箱 / TENET テネット
4. アンダードッグ / ジョジョ・ラビット
5. 37セカンズ / 燃ゆる女の肖像
6. 朝が来る / ストーリー・オブ・マイライフ/わたしの若草物語
7. 浅田家! / フォードvsフェラーリ
8. 一度も撃ってません / はちどり
9. 本気のしるし / 1917 命をかけた伝令
10. ミッドナイトスワン / ハッピー・オールド・イヤー
11. リチャード・ジュエル

個人賞
作品賞：罪の声 / パラサイト 半地下の家族
監督賞：阪本順治（一度も撃ってません）/ ヴァーツラフ・マルホウル（異端の鳥）
主演男優賞：石橋蓮司（一度も撃ってません）/ ソン・ガンホ（パラサイト 半地下の家族）
主演女優賞：松本穂香（君が世界のはじまり・みをつくし料理帖）/ ダコタ・ジョンソン（ネクスト・ドリーム/ふたりで叶える夢）
助演男優賞：宇野祥平（罪の声）/ サム・ロックウェル（ジョジョ・ラビット）
助演女優賞：柳ゆり菜（無頼）/ フローレンス・ピュー（ストーリー・オブ・マイライフ/わたしの若草物語）
新人賞：細川岳（佐々木、イン、マイマイン）、井頭愛海（鬼ガール!!）、服部樹咲（ミッドナイトスワン）
脚本賞：丸山昇一（一度も撃ってません）
撮影賞：河瀬直美・月永雄太・榊原直記（朝が来る）
音楽賞：長岡亮介『スパイの妻 劇場版』
新人監督賞：HIKARI『37セカンズ』
ワイルドバンチ賞：『ひとくず』
特別功労賞：大林宣彦、渡哲也

### おおさかシネマフェスティバル2022
トップテン
1. ドライブ・マイ・カー / ノマドランド
2. すばらしき世界 / ファーザー
3. 空白 / ミナリ
4. 孤狼の血 LEVEL2 / プロミシング・ヤング・ウーマン
5. 由宇子の天秤 / アメリカン・ユートピア
6. 茜色に焼かれる / 最後の決闘裁判
7. ヤクザと家族 The Family / 聖なる犯罪者
8. あのこは貴族 / ラストナイト・イン・ソーホー
9. 護られなかった者たちへ / 春江水暖～しゅんこうすいだん
10. いとみち / リスペクト

個人賞
作品賞：ドライブ・マイ・カー / ノマドランド
監督賞：西川美和（すばらしき世界）/
主演男優賞：古田新太・松坂桃李（空白）/ ジョニー・デップ（MINAMATA-ミナマタ-）
主演女優賞：尾野真千子（茜色に焼かれる）/ キャリー・マリガン（プロミシング・ヤング・ウーマン）
助演男優賞：鈴木亮平（孤狼の血 LEVEL2）/ アダム・ドライバー（最後の決闘裁判）
助演女優賞：大久保佳代子（浜の朝日の嘘つきどもと）/ ユン・ヨジョン（ミナリ）
新人賞：倉悠貴（夏、至るころ）、片山友希（茜色に焼かれる）、駒井蓮（いとみち）、津田晴香（まっぱだか）
脚本賞：濱口竜介・大江崇允（ドライブ・マイ・カー）
撮影賞：四宮秀俊（ドライブ・マイ・カー）
音楽賞：石橋英子（ドライブ・マイ・カー）
新人監督賞：春本雄二郎（由宇子の天秤）、上西雄大（ねばぎば新世界）
ワイルドバンチ賞：『COME & GO カム・アンド・ゴー』

### おおさかシネマフェスティバル2023
- 2023年3月5日

トップテン
1. サバカン SABAKAN / コーダ あいのうた
2. ある男 / トップガン マーヴェリック
3. ケイコ 目を澄ませて / ベルファスト
4. ハケンアニメ! / リコリス・ピザ
5. 流浪の月 / ウエスト・サイド・ストーリー
6. さかなのこ / ベイビー・ブローカー
7. LOVE LIFE / エルヴィス
8. 冬薔薇 / TITANE/チタン
9. 夜明けまでバス停で / NOPE/ノープ
10. 恋は光 / ドリームプラン

個人賞
作品賞：サバカン SABAKAN / コーダ あいのうた
監督賞：高橋伴明（夜明けまでバス停で）/ マイク・ミルズ（カモン カモン）
主演男優賞：村上淳（夕方のおともだち）/トム・クルーズ（トップガン マーヴェリック）
主演女優賞：吉岡里帆（ハケンアニメ！）/ エミリア・ジョーンズ（コーダ あいのうた）
助演男優賞：桐谷健太（ラーゲリより愛を込めて）/ トム・ハンクス（エルヴィス）
助演女優賞：尾野真千子（サバカン）/ ケイト・ブランシェット（ナイトメア・アリー）
新人賞：番家一路・原田琥之佑（サバカン）、嵐莉菜（マイスモールランド）
脚本賞：梶原阿貴（夜明けまでバス停で）
撮影賞：斉藤幸一（とんび）
音楽賞：大島ミチル（サバカン SABAKAN）
新人監督賞：川和田恵真（マイスモールランド）、山﨑樹一郎（やまぶき）
ワイルドバンチ賞：『I AM JAM ピザの惑星危機一髪！』

### おおさかシネマフェスティバル2024
- 2024年3月3日 会場：ホテルエルセラーン大阪

ベストテン
1. PERFECT DAYS / TAR/ター
2. 怪物 / エンパイア・オブ・ライト
3. 月 / キラーズ・オブ・ザ・フラワームーン
4. 福田村事件 / ザ・ホエール
5. ゴジラ-1.0 / フェイブルマンズ
6. 愛にイナズマ / SHE SAID その名を暴け
7. せかいのおきく / エブリシング・エブリウェア・オール・アット・ワンス
8. 春に散る / イニシェリン島の精霊
9. 正欲 / 生きる LIVING
10. BAD LANDS バッド・ランズ / パリ・タクシー

個人賞
作品賞：『PERFECT DAYS』/『TAR／ター』
主演男優賞：鈴木亮平（エゴイスト）/ ブレンダン・フレイザー（ザ・ホエール）
主演女優賞：松岡茉優（愛にイナズマ）/ ケイト・ブランシェット（TAR／ター）
助演男優賞：磯村勇斗（月）/ ロバート・デニーロ（キラーズ・オブ・ザ・フラワームーン）
助演女優賞：中村久美（高野豆腐店の春）/ リリー・グラッドストーン（キラーズ・オブ・ザ・フラワームーン）
新人男優賞：黒川想矢・柊木陽太（怪物）
新人女優賞：サリngROCK（BAD LANDS バッド・ランズ）、中野有紗（PERFECT DAYS）
監督賞：石井裕也（月）/ サム・メンデス（エンパイア・オブ・ライト）
脚本賞：港岳彦（正欲）
撮影賞：近藤龍人（怪物）
音楽賞：上原ひろみ（BLUE GIANT）
新人監督賞：金子由里奈（ぬいぐるみとしゃべる人はやさしい）、阪元裕吾（ベイビーわるきゅーれ 2 ベイビー）
ワイルドバンチ賞：『Winny』
特別賞：大森一樹、関本郁夫
特別功労賞：浜村淳

### おおさかシネマフェスティバル2025
- 2025年は授賞式は行わず、結果発表のみ

ベストテン
1. 夜明けのすべて / 関心領域
2. 侍タイムスリッパー / 哀れなるものたち
3. 正体 / オッペンハイマー
4. ぼくが⽣きてる、ふたつの世界 / ホールドオーバーズ 置いてけぼりのホリディ
5. 悪は存在しない / 落下の解剖学
6. ナミビアの砂漠 / 瞳をとじて
7. ぼくのお日さま / シビル・ウォー アメリカ最後の日
8. Cloud クラウド / 花嫁はどこへ?
9. ミッシング / コット、はじまりの夏
10. 碁盤斬り / グラディエーターII 英雄を呼ぶ声

個人賞
作品賞：『夜明けのすべて』/『関心領域』
主演男優賞：山口馬木也（侍タイムスリッパー）/ キリアン・マーフィ（オッペンハイマー）
主演女優賞：河合優実（あんのこと）/ エマ・ストーン（哀れなるものたち）
助演男優賞：池松壮亮（ぼくのお日さま）/ 青木崇高（犯罪都市 NO WAY OUT）
助演女優賞：中条あやみ（あまろっく）/ レディー・ガガ（ジョーカー:フォリ・ア・ドゥ）
新人男優賞：越山敬達（ぼくのお日さま）
新人女優賞：中西希亜良（ぼくのお日さま）
監督賞：安田淳一（侍タイムスリッパー）/ ヨルゴス・ランティモス（哀れなるものたち）
脚本賞：野木亜紀子（ラストマイル）
撮影賞：北川喜雄（悪は存在しない）
音楽賞：石橋英子（悪は存在しない）
新人監督賞：山中瑶子（ナミビアの砂漠）
ワイルドバンチ賞：『侍タイムスリッパー』

## エピソード等
- 大阪日日新聞編集委員の高橋聰がおおさか映画祭の頃から一貫して実行委員長を務めている。高橋はかつてプロレス紙「週刊ファイト」の記者を務めており、同紙の映画の人気投票欄を発展させて開かれたのがおおさか映画祭であった[3]。
- 2009年、藤田まことが『明日への遺言』で主演男優賞を受賞。藤田が映画の賞を受賞するのはこれが初めてであった[12]。
- 2014年、赤木春恵が『ペコロスの母に会いに行く』で主演女優賞を受賞。赤木はこれが映画初主演であり、「世界最高齢映画初主演女優」（88歳175日）としてギネス世界記録に認定された[13]。